# Cixius helvola
Cixius helvola är en insektsart som beskrevs av Maximilian Spinola 1852. Cixius helvola ingår i släktet Cixius och familjen kilstritar. Inga underarter finns listade i Catalogue of Life.